# Nerilie Abram
Nerilie Abram, née en juin 1977, est une professeure australienne à l'ANU Research School of Earth Sciences, Australian National University, Canberra, Australie. Ses domaines d'expertise sont le changement climatique et la paléoclimatologie, y compris le climat de l'Antarctique, le dipôle de l'océan Indien et les impacts sur le climat de l'Australie.

## Biographie
Abram a grandi à Wangi Wangi, en Nouvelle-Galles du Sud, en Australie. Elle a terminé ses études secondaires à la Toronto High School. Elle est une scientifique paléoclimatique, avec une expertise en recherche couvrant la variabilité naturelle du climat et les impacts du changement climatique d'origine humaine, depuis les océans tropicaux jusqu'à l'Antarctique.
Abram obtient un baccalauréat ès sciences à l'Université de Sydney en 2000. Ce diplôme comprenait un projet spécialisé étudiant l'histoire climatique de l'Holocène des îles Ryukyu, au Japon. Elle termine ses études de premier cycle avec la Médaille universitaire.
Elle commence ensuite son doctorat à la Research School of Earth Sciences de l'Australian National University en 2004. Pendant ce temps, elle est récipiendaire de la bourse John Conrad Jaeger. Ses études de troisième cycle lui ont valu la bourse Mervyn et Kaitalin Paterson et le prix commémoratif Robert Hill pour l'excellence dans la recherche scientifique, la communication et la sensibilisation.

## Recherche
L'expertise de recherche d'Abram couvre les systèmes climatiques antarctiques et tropicaux. Elle utilise des coraux Porites, des échantillons de Speleothem provenant de grottes et des échantillons de carottes de glace pour reconstituer les changements climatiques du passé afin de fournir une perspective cruciale à long terme sur les changements climatiques récents et prévus. Le dossier de publication d'Abram comprend des articles de premier auteur dans les revues scientifiques Science, Nature, Nature Geoscience et Nature Climate Change.
Entre 2004 et 2011, Abram est un scientifique de carottes de glace avec le British Antarctic Survey. Ici, elle fait partie de l'équipe qui a foré la carotte de glace de l'île James Ross en 2008. Les découvertes d'Abram à partir de ce projet incluaient que la péninsule antarctique se réchauffe très rapidement, entraînant une augmentation de 10 fois la fonte des glaces estivales dans cette région de l'Antarctique.
Abram fait partie de l'équipe d'analyse chimique du projet de carotte de glace NEEM dans le nord du Groenland en 2010, qui cherche à récupérer de la glace de la période interglaciaire Eemian pour découvrir à quoi ressemblerait la Terre sous les effets du réchauffement climatique. À l'été 2013/14, Abram est également membre de l'équipe internationale qui a foré la carotte de glace du bassin d'Aurora dans l'Antarctique de l'Est.
En 2014, Abram démontre que le déplacement vers le sud des vents d'ouest causé par les émissions de gaz à effet de serre a déplacé ces vents vers leur position la plus au sud au moins au cours des 1000 dernières années, entraînant une réduction marquée des précipitations dans le sud de l'Australie.

## Communication scientifique
Abram est une communicatrice scientifique dévouée, et son travail a été couvert par des médias internationaux imprimés, en ligne, radio et télévision. Elle a également été interviewée pour des documentaires, dont la série BBC Men of Rock animée par Iain Stewart, et pour l'exposition du Natural History Museum sur la dernière expédition de Robert Scott.
En 2013, Abram a écrit un essai invité sur la fonte des glaces en Antarctique et l'élévation du niveau de la mer pour The Curious Country, un livre sur l'importance de la science australienne publié pour le Bureau du scientifique en chef (Australie). Ce travail a ensuite été sélectionné pour republication dans l'anthologie de Best Australian Science Writing 2014.
Abram est mère de trois enfants et souhaite vivement encourager d'autres femmes dans des carrières scientifiques. Son travail en tant que scientifique antarctique et mère a fait l'objet d'un article de profil pour "Je ne sais pas comment elle le fait" dans le Times Magazine de Londres.

## Prix et récompenses
En 2011, Abram est retourné en Australie après avoir reçu une bourse QEII par l'intermédiaire de l'Australian Research Council. En 2014, Abram a reçu une deuxième bourse de découverte de l'ARC pour poursuivre son travail révolutionnaire d'étude des effets du changement climatique tropical et antarctique sur les régimes de précipitations en Australie. Abram a été le récipiendaire 2015 du prix Dorothy Hill de l'Académie australienne des sciences qui reconnaît l'excellence dans la recherche en sciences de la Terre par une femme de moins de 40 ans.
Abram est co-rédacteur en chef de la revue en libre accès Climate of the Past depuis 2010, une revue associée à l'Union européenne des géosciences.